# Iglesia de San Pedro Apóstol (Cinctorres)
La iglesia parroquial de San Pedro Apóstol en la población de Cinctorres (Provincia de Castellón, España) es un edificio de estilo neoclásico que se empezó a construir el 1 de agosto de 1763 siendo los maestros de obras José Dolz y José Ayora. Después de 19 años de trabajos, terminó bendiciéndose e inaugurándola el 28 de septiembre de 1782.
El templo consta de tres naves, un espacio crucero y dos torres gemelas que siguen el orden arquitectónico de la fachada. Mide 60 metros de longitud por 25 metros de anchura (medidas exteriores). 
En su interior se hallan frescos de Oliet y Cruella, también, como piezas de orfebrería, cruces góticas de plata de los Santalínea, punzón de Morella del siglo XV, un Cáliz del año 1597, un lienzo del año 1630 y el Lignum Crucis del año 1664.
También guardan ricos ornamentos litúrgicos y dos rosarios de oro traídos desde Manila por el fraile cinctorrano José de la Torre, en el año 1.754.